# 陘邑県
陘邑県（けいゆう-けん）は、中華人民共和国河北省にかつて存在した県。現在の定州市南東部に相当する。
戦国時代、趙により設置された苦陘県を前身とする。後漢により漢昌県と改称、三国時代には魏により魏昌県と改称された。
南北朝時代になると北斉により一旦廃止されたが、隋朝が成立すると596年（開皇16年）に隋昌県として再設置、621年（武徳4年）には唐朝により唐昌県と改称された。742年（天宝元年）に陘邑県と改称、宋代に廃止されている。